# Wallaba
Wallaba es un género de arañas araneomorfas de la familia Salticidae. Se encuentra en Guyana y las Antillas.   

## Lista de especies
Según The World Spider Catalog 12.5::
- Wallaba albopalpis (Peckham & Peckham, 1901)
- Wallaba decora Bryant, 1943
- Wallaba metallica Mello-Leitão, 1940